# Boris Samoilowitsch Zukerblat
Boris Samoilowitsch Zukerblat (russisch Борис Самойлович Цукерблат; * 24. Juli 1939 in Proskurow,  Ukrainische SSR) ist ein sowjetisch-moldauischer Theoretischer Physiker, Festkörperphysiker, Chemiker und Hochschullehrer.

## Leben
Zukerblat schloss sein Studium an der Moldauischen Staatlichen Universität in Kischinjow in der Physikalisch-Mathematischen Fakultät 1961 ab. Die Aspirantur bei Juri Perlin zur Erarbeitung einer Kandidat-Dissertation schloss er 1964 ab. Zusammen mit Perlin löste er das Problem der Viel-Phononen-Übergänge in Störstellen mit kleinem Radius. Darauf arbeitete er in dem von Anton Ablow geleiteten Laboratorium für Anorganische Chemie der Moldauischen Akademie der Wissenschaften. 1967 wurde er von der Kasaner Staatlichen Universität zum Kandidaten der physikalisch-mathematischen Wissenschaften promoviert. 1975 wurde er zum Doktor der physikalisch-mathematischen Wissenschaften an der Universität Tartu promoviert.
Zukerblat wurde 1987 zum Professor ernannt und lehrte an der Physikalisch-Mathematischen Fakultät der Moldauischen Staatlichen Universität. Gleichzeitig leitete er die Gruppe zur Untersuchung des Molekularmagnetismus im Institut für Chemie der Moldauischen Akademie der Wissenschaften. 1995 wurde er Korrespondierendes Mitglied der Moldauischen Akademie der Wissenschaften.
Zukerblats Arbeitsschwerpunkte waren der Jahn-Teller-Effekt, die Schwingungswechselwirkungen in Molekülen und Kristallen, strahlungslose Übergänge und magnetische Wechselwirkungen in Metallclustern sowie die Theorie der Gruppen und irreduziblen Tensor-Operatoren. Sein Aufsatz High-Nuclearity Magnetic Clusters: Generalized Spin Hamiltonian and Its Use for the Calculation of the Energy Levels, Bulk Magnetic Properties, and Inelastic Neutron Scattering Spectra in Inorganic Chemistry aus der Zusammenarbeit mit der Gruppe von E. Coronado an der Universität Valencia wurde vielfach zitiert. In Zusammenarbeit mit Gruppen der Universität Bielefeld und des Institut Néel in Grenoble entdeckte und erklärte er die langlebigen Rabi-Oszillationen im Molekularmagnet der Verbindung V-15 (K6[(V15As6O42)-As-IV-O-III(H2O)]·8H(2)O).
2002 wurde Zukerblat Professor der Chemischen Fakultät der Ben-Gurion-Universität im Negev in Beʾer Scheva.
Zukerblat ist verheiratet mit der Historikerin Karla Leonidowna Schignja geb. Berber, die 1992–2002 führende Mitarbeiterin in der Abteilung für Geschichte und Kultur der Juden des Instituts für nationale Minderheiten der Moldauischen Akademie der Wissenschaften war. Sie veröffentlichte Arbeiten über die neueste Geschichte der Balkanländer und den Pogrom von Kischinjow 1903 sowie Monografien über die Vorbereitung und den Abschluss der Friedensverträge mit Bulgarien, Ungarn und Rumänien nach dem Zweiten Weltkrieg (Kischinjow 1981) und über die Imperialistische Politik der USA und Großbritanniens gegenüber Bulgarien und Rumänien: 1944–1974 (Kischinjow 1987).

## Ehrungen
- Staatspreis der Moldauischen Sozialistischen Sowjetrepublik